# Westfälischer Hellweg

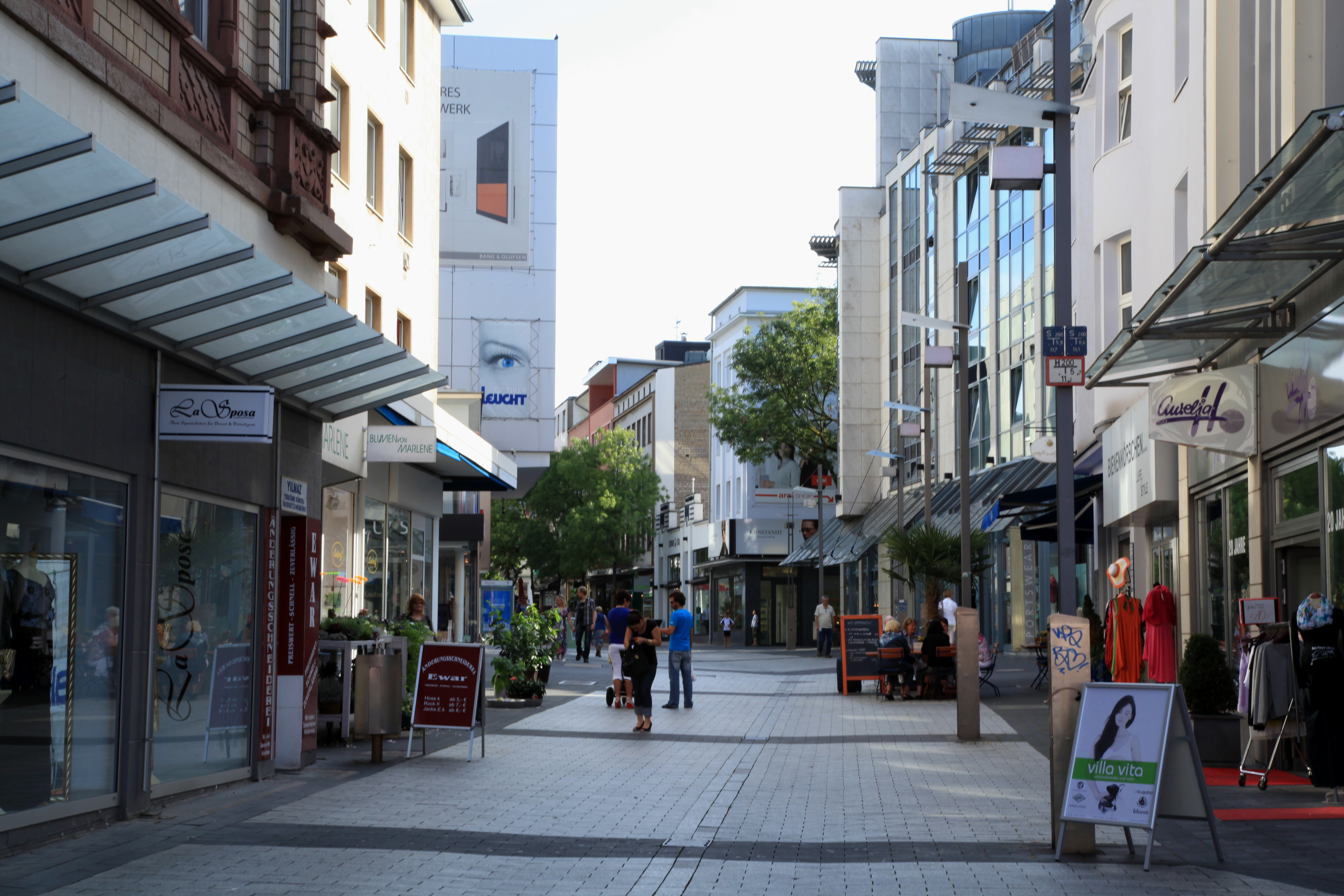
Bochumer Hellweg

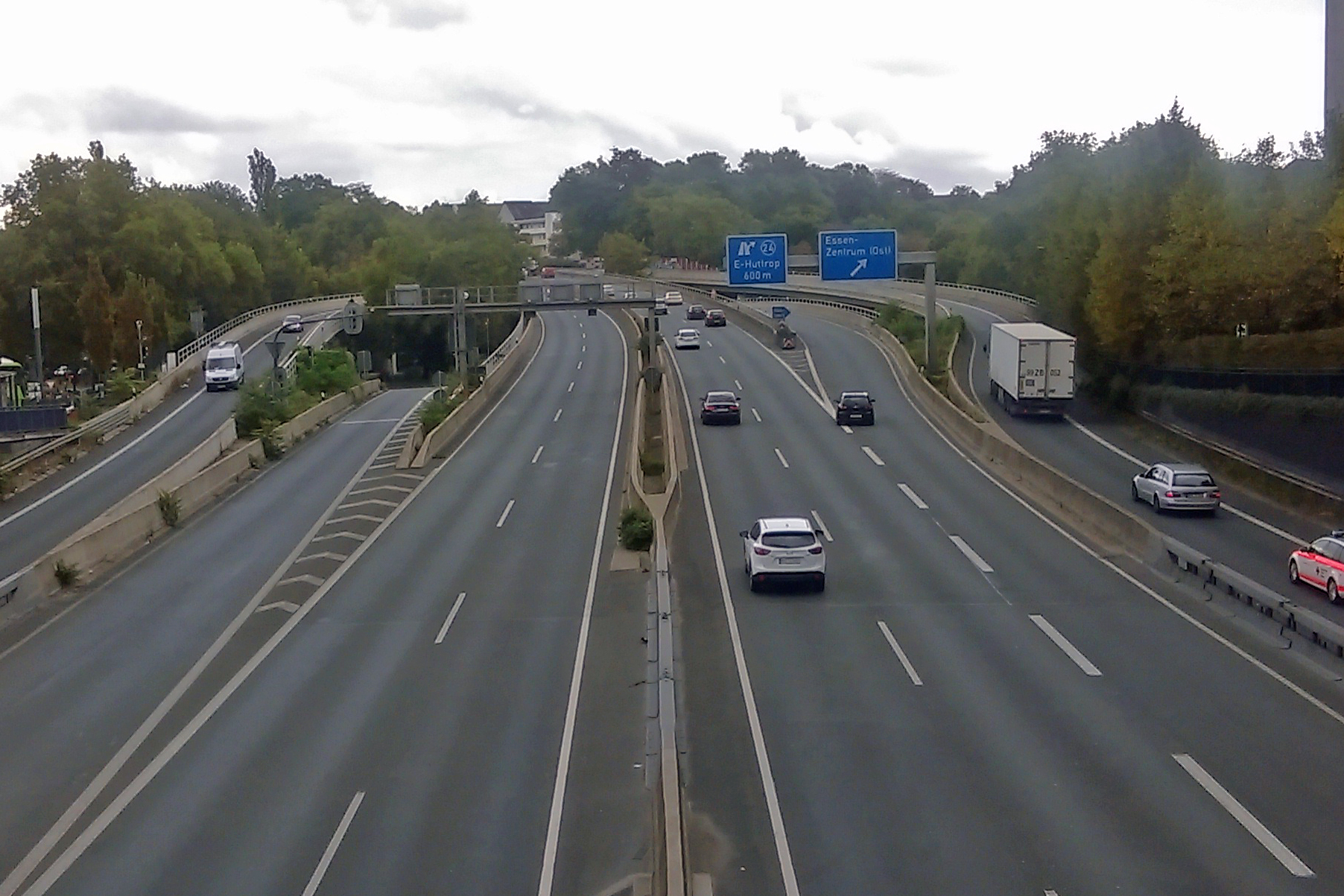
Autobahn 40 bei Essen: aus dem Hellweg entstanden

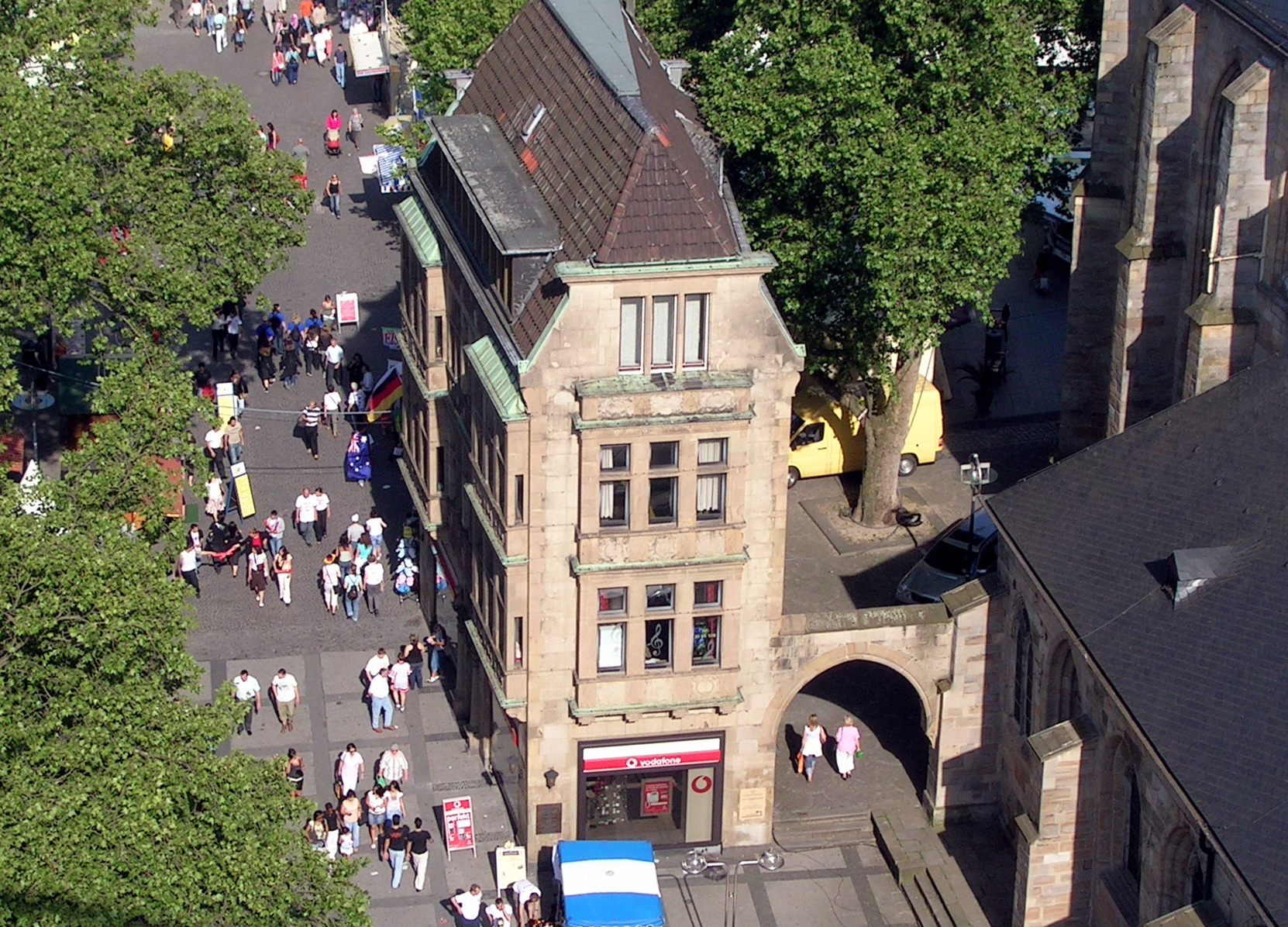
Die Fußgängerzone am Vehoff-Haus in Dortmund heißt im Bereich von Reinoldi- und Marienkirche Westen- und Ostenhellweg

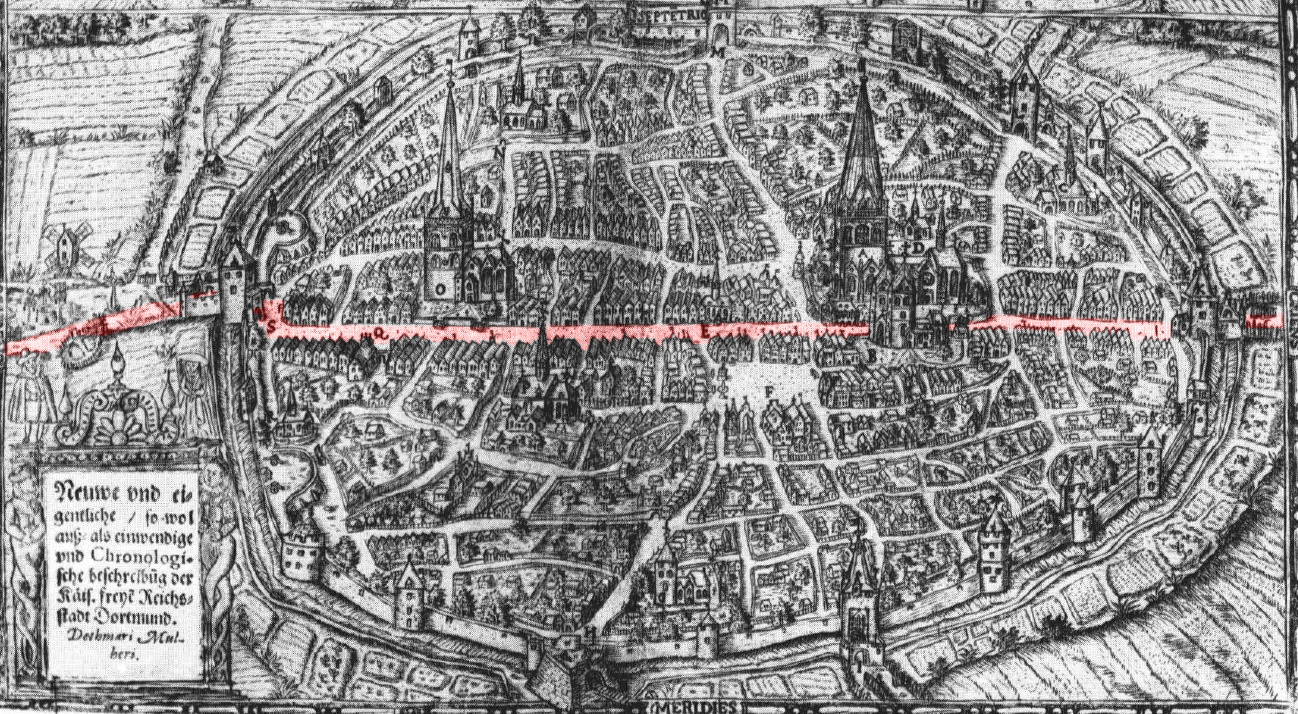
Der Hellweg (rot markiert) in Dortmund um 1610 auf dem Plan von Detmar Muhler

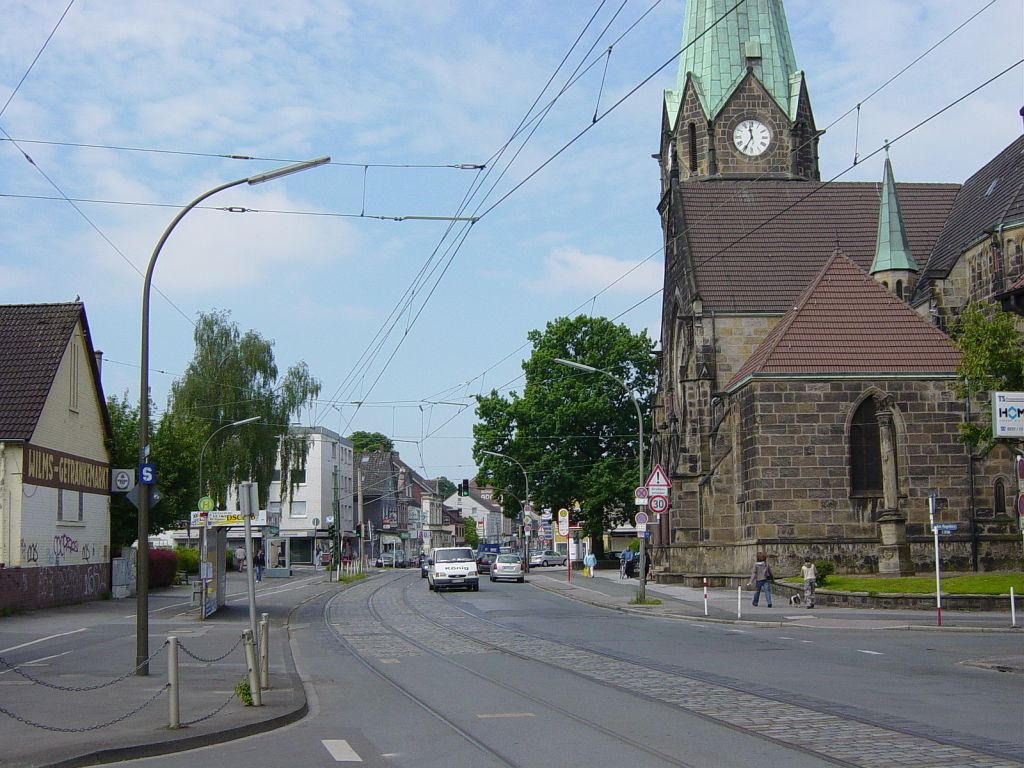
Asselner Hellweg 2006

Der Westfälische Hellweg, oft nur Hellweg genannt, ist der bekannteste Hellweg in Nordrhein-Westfalen. Es bezeichnet den westlichen Teil der mittelalterlichen Wegverbindung zwischen Rhein und Elbe entlang der nördlichen deutschen Mittelgebirgsschwelle. Im Speziellen bezeichnet der Begriff den Abschnitt zwischen Duisburg und Paderborn bis zum Weserübergang bei Corvey auf der Straße zwischen Aachen und Goslar. Sie ist die Straße, welche u. a. die Kernstädte des Ruhrgebiets miteinander verbunden hat und somit das Ruhrgebiet entstehen ließ. Die heutige A40 ist aus dem Hellweg entstanden.
Bedeutung und Alter der Bezeichnung „Hellweg“ waren immer wieder Gegenstand gelehrter Auseinandersetzungen. Sie wird oft als uralt angesehen, verweist jedoch zunächst ins Mittelalter. Der Begriff Hellweg ist in der bezeichneten westfälischen Region als Name für die betreffende(n) Strecke(n) prominent und heute allgemein gebräuchlich. Von der Geschichte der Bezeichnung ist die besondere geschichtliche Bedeutung der heute als Hellweg bezeichneten Strecke(n) zu unterscheiden.

## Hellwegzone
Die Städtereihe entlang des Hellwegs wird von Städten gebildet, die schon im Mittelalter eine Blüte verzeichneten. Von Duisburg bis Unna bilden sie die Hellwegzone, die im Mittelalter aufgrund der Lößböden eine aufblühende Landwirtschaft einschließlich der Produktion von Textilien verzeichnete. Mit der Einführung der Schachtzechen und der Eisenbahn bildete sich dort der Schwerpunkt der Bevölkerungsdichte des Ruhrgebiets. Im Süden schließt sich die Ruhrzone, im Norden die Emscherzone, im Westen die Rheinzone an, im Osten das Paderborner Land.

## Verlauf

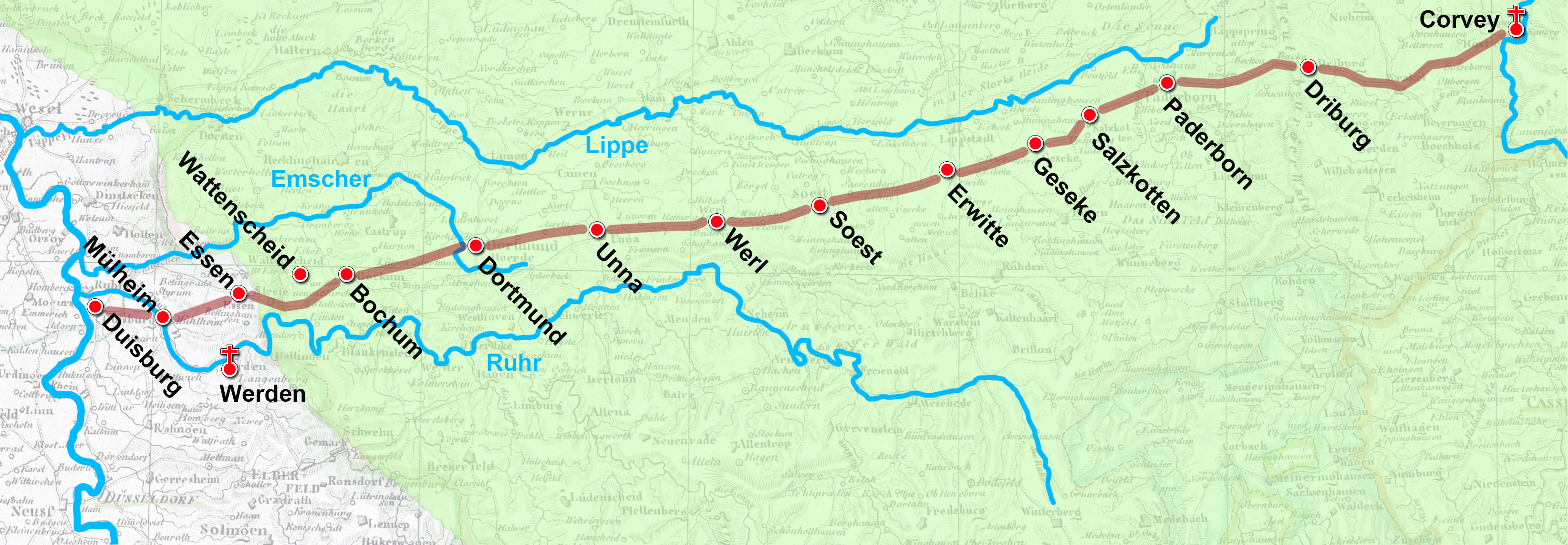
Strecke des westfälischen Hellwegs und die Städte an seiner Route

Von Westen nach Osten:
- Duisburg
- Mülheim an der Ruhr
- Essen
- Wattenscheid
- Bochum
- Dortmund
- Unna
- Werl
- Soest
- Erwitte
- Geseke
- Salzkotten
- Paderborn
- Bad Driburg
- Höxter/Corvey

## Geschichte
Es handelt sich um eine bis zu über 7.000 Jahre alte, aus neolithischer bis vorrömisch-germanischer Zeit stammende hochwasserfreie Verbindung vom Rhein bei Alt-Homberg über Duisburg, Essen, Dortmund, Unna, Werl, Soest, Erwitte, Geseke, Salzkotten, Paderborn bis Corvey. Er war Teil einer via regia von Aachen bis Goslar, hatte eine Breite von etwa drei Metern, bis er 1788 zu einer Chaussee ausgebaut wurde. Die Hellwegzone verläuft unmittelbar nördlich des Rheinischen Schiefergebirges und südlich der Lippe, sie zeichnet sich durch gute Böden und Quellreichtum aus und war daher seit langer Zeit dicht besiedelt.
Der Hellweg nahm seinen Anfang an einem Rheinübergang: In römischer Zeit lag ein Rheinübergang weiter südlich, gegenüber von Krefeld-Gellep, damals Gelduba. Einen weiteren Übergang gab es vom heutigen in der Grafschaft Moers gelegenen Alt-Homberg nach Duisburg und schließlich, nach der Rheinverlagerung, zu einer im 13. Jahrhundert gegründeten Siedlung, dem heutigen Duisburger Stadtteil Ruhrort. Nach Duisburg querte der Hellweg durch das Stapeltor das Niederrheinische Tiefland nach Osten und führte dann, über die historische Ruhrfurt bei Schloss Broich nach Mülheim, über die ganzjährig begehbaren Ruhrhöhen als Wasserscheide von Ruhr und Emscher/Lippe und dann nördlich des Ardeys und über den Haarstrang, an dessen Nordhang er weiter verlief. Der Verlauf ist typisch für Altstraßen: Ein Teil der Bäche entsprang unterhalb des Hellwegs und brauchte nicht gekreuzt zu werden, die zu kreuzenden konnten auch ohne Brücken gequert werden.
In Bochum zweigte der Westfälische Hellweg über die Bongardstraße und die Große Beckstraße nach Nordosten hin ab, um als Höhenweg, heute noch „Castroper Hellweg“ genannt, über die Castroper Hochebene zu verlaufen und somit das Oelbachtal nördlich zu umgehen. Bei Bauarbeiten in der Bongardstraße wurden Knüppeldämme entdeckt.
Die Entfernung der vorgenannten Orte entspricht einer damaligen Tagesreise einer größeren Gruppe mit schweren Wagen und zu Fuß von ungefähr 15 bis 30 km. Ältere und im Laufe ihrer geschichtlichen Entwicklung größere und bedeutendere Städte wie Duisburg, Essen, Dortmund, Soest und Paderborn lagen in größerer Distanz zueinander. Dazwischen liegenden Orten wie Bochum, Unna oder Werl wurde meist im Hoch- und Spätmittelalter von den jeweiligen Territorialherren Stadtrecht verliehen.
Ob die Römer den westfälischen Hellweg parallel zur Lippe zur Eroberung Germaniens nutzten, ist nicht sicher; für den Hellweg gibt es beispielsweise keine lateinische Bezeichnung. Es gibt nur eine lokale Legende in Dortmund, nach der bereits die Römer eine Befestigung am Burgwall gehabt haben sollen. Dies ist allerdings unbewiesen, und durch die dichte Bebauung in späterer Zeit sind auch keine Zeugnisse aus dieser Zeit zu erwarten. In der Zeit nach 16 n. Chr. wurde laut Tacitus (Annales II) die Strecke zwischen dem (noch nicht lokalisierten) Legionslager Aliso und dem Rhein mit Wegen und Dämmen befestigt. Da das Legionslager Aliso (hierhin hatten sich nach der Varusschlacht versprengte römische Truppenteile geflüchtet) entweder bei Anreppen (Delbrück, Kreis Paderborn), bei Oberaden (Bergkamen), bei Elsen (Paderborn), an der Ilse (im Harz) oder in der Nähe von Hildesheim vermutet wird, also in jedem Fall östlich des heutigen Ruhrgebiets, kann aufgrund des Fehlens jeglicher anderen befestigten Strecke aus jener Zeit in Westfalen in diese Richtung geschlossen werden, dass der heute bekannte Hellweg ausgebaut wurde. Nach der römischen Okkupation der Hellwegzone seit 11 v. Chr. und dem Abzug der Römer verlor der alte Verkehrsweg jedoch an Bedeutung. Die primitiveren Formen der germanischen Landwirtschaft führten zu einem Rückgang des Fernhandels.
Gesichert und vielfach belegt ist, dass durch Karl den Großen die Straße deutlich ausgebaut und mit Burgen oder Reichshöfen gesichert wurde. In besonders viel befahrenen Bereichen, wie etwa Kreuzungen mit anderen Wegen, war der Hellweg schon im Mittelalter gepflastert, ansonsten war er bis in die Zeit der Postkutschen eine „Naturstraße“ ohne eigentliche Pflasterung. Handelsgüter auf der Straße waren unter anderem Salz aus der Gegend von Soest, Werl und Unna sowie Eisenwaren, wie Messer und Scheren, aus dem Sauerland, die über Dortmund gehandelt wurden. Waren vom Hellweg fanden im gesamten Hanseraum Verbreitung.
Die Lage am Hellweg erwies sich in Kriegszeiten, besonders während des Dreißigjährigen Krieges als besonders nachteilig, weil die durchziehenden fremden Truppen von den dortigen Städten unentgeltlich Kost und Logis erpressten.
Seit 1788 wurde etwa 500 m südlich des alten Hellwegs auf dem Gebiet Preußens in der Grafschaft Mark die Verbindung als Chaussee ausgebaut und südlich der Reichsstadt Dortmund über Hörde geführt. Der Verlauf der neuen Chaussee entspricht weitgehend dem der späteren Reichs- bzw. Bundesstraße 1.
Innerhalb des historischen Stadtkerns Dortmunds hat sich der alte Hellweg bis heute als Einkaufsstraße erhalten. Dort trägt die im Mittelalter so bedeutende Straße die Namen Osten- und Westenhellweg als Achse zwischen dem historischen Ostentor und dem Westentor. Die gleichen Straßenbezeichnungen finden sich auch in Soest. In beiden Fällen geben die Bezeichnungen die geografische Ausrichtung des Straßenverlaufs von den Stadtzentren wieder. Während in Dortmund so die Richtungen vom zentralen Punkt im Inneren der historischen Stadt an der Reinoldikirche charakterisiert werden, ist es in Soest erst der Straßenverlauf vor den Toren der mittelalterlichen Stadt, der Westenhellweg vor den alten Wallanlagen am Jakobitor und der Ostenhellweg vor dem Thomätor. Die geografische Bezeichnung der Tore bzw. der Straße findet sich ebenso in Paderborn (Westerntor) und Geseke (Osttor und Westtor) sowie in Salzkotten (Westerntor und abgegangenes Osterntor). In Geseke läuft der Hellweg praktisch vollkommen gerade und südlich des Frauenstifts Geseke (gegründet 846) durch die Stadt.
Vor den Toren des alten Dortmunds lässt sich die Straße anhand ihrer Bezeichnung leicht weiterverfolgen. Je nach Stadtteil erscheint sie seit dem 14. Jahrhundert als Kombination des Orts- und des historischen Wegnamens, in Dorstfeld daher Dorstfelder Hellweg, als Dorstfelder Helewege bereits 1345 urkundlich erwähnt. Östlich der Innenstadt heißt der alte Hellwegverlauf heute im ersten Abschnitt Kaiserstraße, in Erinnerung an den prachtvollen Einzug Kaiser Karls IV. 1377 in die Reichsstadt. Im weiteren Verlauf findet sich dann wieder die Verbindung aus Ort und Hellweg, in Körne Körner Hellweg, Wambeler, 1376 als Hylewege bi Wanemale genannt, Brackeler, Asselner und anschließend Wickeder Hellweg weiter nach Osten, schließlich, jenseits der heutigen Dortmunder Grenze, Massener Hellweg auf dem Stadtgebiet von Unna. Die genannten Dortmunder Stadtteile waren ehemals kleine, mehr oder minder eigenständige Orte entlang der Straße. Körne und Wambel lagen dabei noch auf dem Territorium der Grafschaft Dortmund, Brackel und Asseln bereits außerhalb. Aber auch in Bergkamen, führend durch die Ortsteile Rünthe und Overberge, gibt es die Bezeichnung Westen- und Ostenhellweg. Die Kombinationen von Ortsnamen und Hellweg – geprägt im 19. Jahrhundert – finden sich auch in weiteren Namen im Verlauf der Straße, wie Hemmerder Hellweg (Unna-Hemmerde), Büdericher Hellweg (Werl-Büderich), Westönner Hellweg (Werl-Westönnen), Ostönner Hellweg (Soest-Ostönnen) und anderen.
Entlang des Teutoburger Waldes (historischer Name Osning) gibt es auf beiden Seiten Zweige des Hellwegs von beiden Enden der Dörenschlucht, die der Hellweg benutzt, nordwärts bis zum Bielefelder Pass. Erst in den 1970er Jahren setzten sich für diese die Zusatzbezeichnungen Senner Hellweg (Westseite) und Lipper Hellweg (Ostseite) durch.
Der Hellweg war für die mittelalterlichen Pilger auch ein Zubringer des Jakobsweges nach Santiago de Compostela.
1997/98 gründete sich die Kulturregion Hellweg als Marketingverband einiger Städte und Gemeinden in einer breiten Zone entlang des historischen Hellwegs in Westfalen.
Die Nationalsozialisten instrumentalisierten den Hellweg aus den Zeiten der Hanse und früher als historische West-Ost-Linie, vorbei an der Wewelsburg bei Paderborn bis nach Zamość in Polen, um dort Teile des Bezirks Lublin gewaltsam zu germanisieren (Aktion Zamość).